# Янна Терзі
Янна Терзі (грец. Γιάννα Τερζή, 7 травня 1980, Салоніки, Греція) — грецька співачка та автор пісень. Представник Греції на пісенному конкурсі Євробачення 2018 з піснею «Óneiró Mou».

## Біографія
Народилась 1980 року у Салоніках в родині співака Пасхаліса Терзіса. У 20 років переїхала до Афін, щоб почати музичну кар'єру. 2006 року випустила альбом Gyrna to kleidi на лейблі Cobalt Music. Після цього підписала контракт з Minos EMI, який 2008 року випустив її наступний альбом Ase me na taxidepso. Згодом переїхала до США, де працювала скаутом талантів у компанії Interscope Records.
8 листопада 2017 року з піснею «Óneiró Mou» стала однією з п'яти фіналістів грецького відбору на Євробачення. З цих п'яти учасників двоє були дискваліфіковані за відсутність грецького звучання у своїх піснях, а ще двоє — за відмову сплатити збір у сумі 20,000 євро Грецькій корпорації телерадіомовлення. Таким чином, Янна Терзі автоматично стала переможцем відбору Греції на Євробачення 2018.
8 травня 2018 року Янна зайняла 14 місце у першому півфіналі конкурсу, але не пройшла до фіналу.
7 червня 2018 року співачка презентує англомовну версію пісні «Óneiró Mou» під назвою «Eternity».

## Дискографія

### Альбоми
- Gyrna to kleidi (2006)
- Ase me na taxidepso (2008)

### Сингли
- «Ase me na taxidepso» (2008)
- «Oniro Mou (My Dream)» (2018)